# Histria

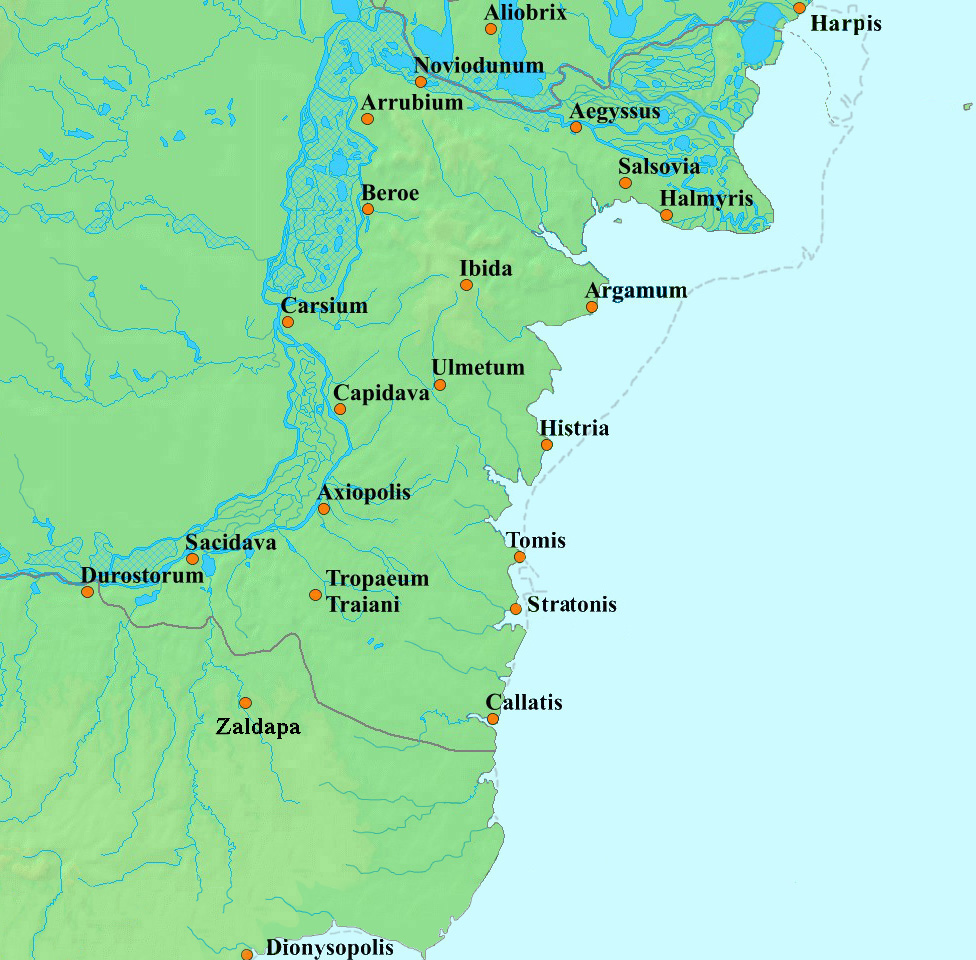
Oude steden in Scythia Minor

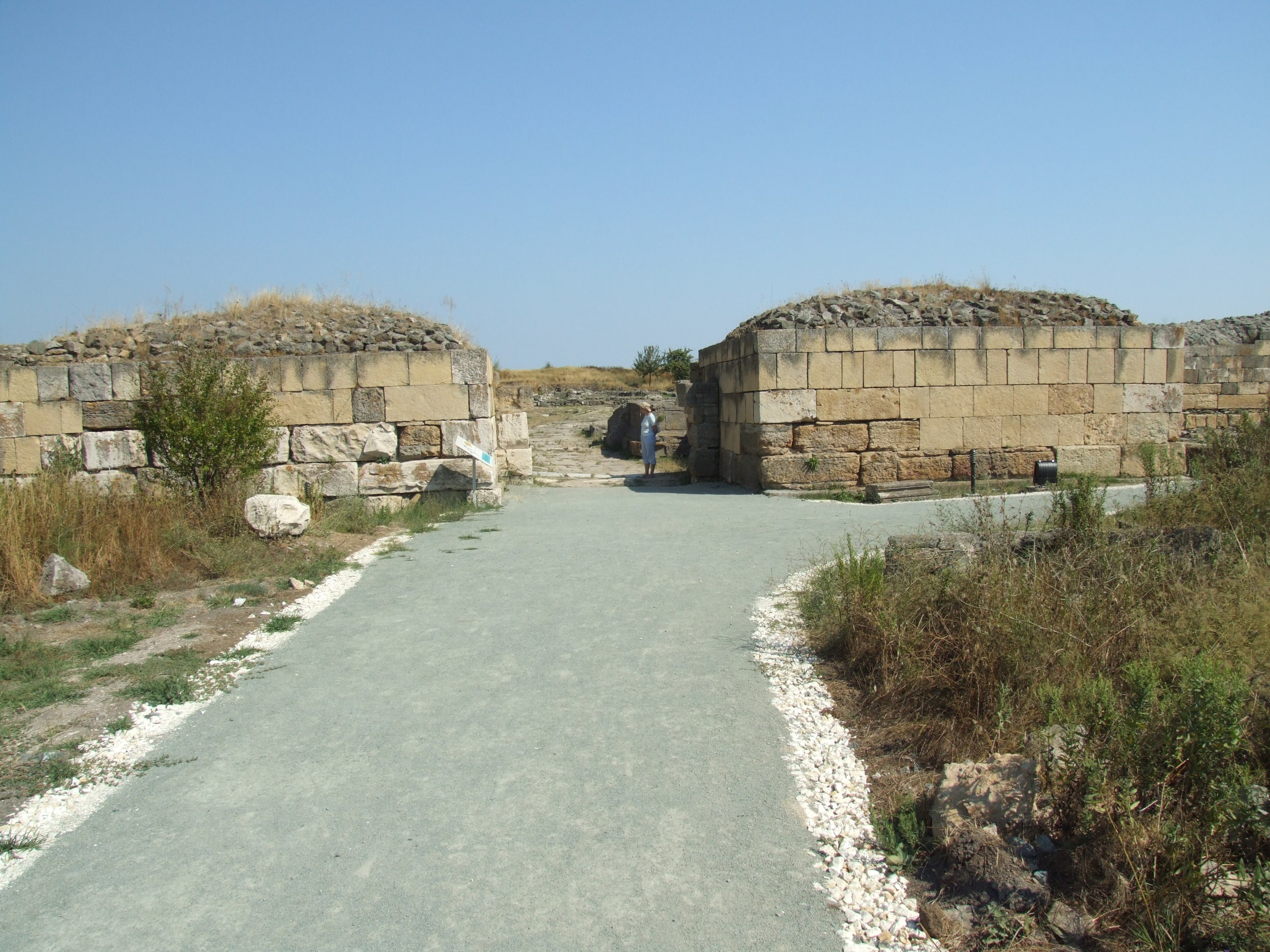
Hoofdpoort

Histria was een Griekse nederzetting in het zuidoosten van Roemenië, in de regio Dobroedzja. De nederzetting wordt ook wel geschreven zonder de beginletter h, dus Istria.
Histria was de oudste stad op Roemeens gebied. Griekse kolonisten uit Milete kwamen hier in 657 v.Chr. en 630 v.Chr. In 16 v.Chr. vielen de Romeinen Histria binnen, waarna Noricum en Pannonia besloten om tegen de Romeinen te vechten. In 238 werd Histria geplunderd door de Goten en in de 7e eeuw werd Histria verwoest. Tegenwoordig zijn er nog ruïnes die men kan bezichtigen.